# دوز (بیوشیمی)
دوز، کمیت اندازه گیری شده‌ای (برحسب یکای تعریف شده‌ای) از یک دارو، ماده مغذی یا بیماری‌زاییست که تحویل داده می شود. هرچه مقدار تحویل داده شده بیشتر باشد، دوز تحویلی نیز بیشتر است. اصطلاح "دوز" را اغلب برای ترکیبات دارویی به کار می برند. این اصطلاح را معمولاً برای مقادیر مصرفی یک دارو یا عامل درمانی به کار می برند، اما ممکن است از آن برای توصیف معرفی هرنوع ماده به بدن نیز استفاده شود. در بحث تغذیه، ازین اصطلاح برای توصیف میزان مصرف مواد غذایی در رژیم، وعده‌ها و مکمل‌های غذایی یک فرد نیز استفاده می شود. در مورد عوامل باکتریایی یا ویروسی، اصطلاح دوز، اغلب برای توصیف مقادیر بیماری‌زای مورد نیاز برای آلوده کردن آن میزبان اشاره دارد. برای اطلاع در مورد دوز مواد سمی، مقاله سم‌شناسی را ببینید. برای اطلاع در مورد مصرف زیاد از حد عوامل دارویی، بحث اوردوز را ببینید.
در داروشناسی بالینی، دوز به مقدار تحویل داده شده به فرد اشاره دارد، که در این کاربرد اصطلاح "مواجه" به معنی غلظت وابسته به زمان (اغلب غلظت درون دستگاه گوارشی یا پلاسما) یا پارامترهای مشتق شده از غلظت چون AUC (مساحت زیر نمودار غلظت) و {\displaystyle C_{max}} (سطح پیک نمودار غلظت) دارو بعد از تحویل می باشد.